# قصر ثليم
قصر ثليم يعود في أصلة إلى مزرعة تسمى «ثليم» اشتراها عبد العزيز آل سعود عام 1355هـ وأوقفها لوالده الإمام عبد الرحمن بن فيصل بن تركي آل سعود؛ لكونها محطه للمسافرين قبل دخول الرياض حيث يستقون من بئرها، والجدير بالذكر أنه في عام 1357هـ حدث وباء الجدري الذي مات بسببه كثير من الناس في نجد وغيرها من بلدان الجزيرة العربية وهو ما أدى إلى نزوح عدد كبير للمرضى وأهاليهم إلى الرياض طلباً للعلاج فاستوطنوا منطقة الشمسية في الشمال الشرقي من الرياض وخارج أسوارها ونزلوا على حافة وادي البطحاء فرأى عبد العزيز آل سعود أن ينزلهم في وقف والده ألا وهو قصر «ثليم» ليصبح مأوى ومطعماً لهؤلاء المرضى حصراً للمرض في مكان واحد؛ وحتى يمكن للمرضى ومرافقيهم على العلاج اللازم والتطعيمات تحت إشراف طبي.

## موقعه
قديماً تعارف المسافرون إلى الرياض على أن ثليم محطة الاستعداد لدخول العاصمة، وانتظار فتح بوابات المدينة صباحاً، وكذلك محطة للمسافرين قبل سفرهم من الرياض؛ ولذلك اختاره الملك عبد العزيز وقفاً لوالده ثم رأى الملك عبد العزيز في عام 1359هـ إنشاء مضيف يتسع للقاصدين الرياض ويتضمن نزلاً ومطابخ ويٌؤمن للقادمين إلى الرياض الطعام والماء.

## مكونات القصر
يتكون من دور واحد، عبارة عن غرف وساحة واسعة، ومطابخ فيها طباخون خاصون لهذه المهام، كما أن القصر مفتوح أمام الفقراء من سكان الرياض، حيث يذهبون إلى القصر ويأخذون طعامهم في أوانٍ صغيرة ويذهبون بها إلى بيوتهم. أما مساحة القصور فتبلغ (150م) في عرض حوالي (80م)، ويضم غرفاً وساحة كبيرة في الوسط، وأحواشاً وأماكن للطبخ وأماكن للوقود، وبه خدم يقدمون المساعدة للضيوف، كما أن الوجبات التي تقدم هي وجبة الغداء قبل الظهر عند الساعة (11) وبعدها وجبة أخرى قبل الغروب، ويضم أيضاً مضيفاً آخر لطلبة العلم، فالكثير من الطلاب والمعلمين يقصدون هذا المضيف لتناول الطعام، ويجيدون الترحيب من الملك عبد العزيز الذي يشجعهم على طلب العلم والتفرغ له، على أن يكونوا في ضيافته حتى ينهوا تعليمهم. وكان المسؤول عن هذا المضيف الشيخ إبراهيم الشايقي وهو من كُتاب الملك عبد العزيز، ولكن المسؤول المباشر عن طلبة العلم هو الشيخ محمد بن إبراهيم آل الشيخ.

## الإرث التاريخي
كان لمضيف ثليم أثر اجتماعي بارز، يثبته جليًا ذيوع صيت هذا المضيف، وكثافة المتوافدين إليه، وحجم العطاءات التي كانت توزع من خلاله. كما أن القصر تطورت خدماته إلى أنه أصبح يُؤْمن إطعام لطلبة العلم وإطعام النساء الأرامل ولمن لديها وضع خاص وظروف حرجة، كما كان يقدم المساعدات المالية والطعام للضعفاء والمصابين وأيضاً إطعام السجناء ورعاية المعاقين، ويحتوي الآن في دارة الملك عبد العزيز العديد من الوثائق التي تثبت الدور الاجتماعي والاقتصادي لقصر ثليم من خلال وثائق متعلقة بأمراء المناطق والمسؤولين الحكوميين والموظفين وأصحاب المهن.

## مسجد ثليم
يقع مسجد ثليم شرق مزرعة ثليم، ويتم الدخول إليه عن طريق وادي الوتر، وهو من مساجد الرياض القديمة الواقعة في الجهة الشمالية الشرقية من الرياض، وكان ممن يملكهُ أسرة آل دهيمش منذ القرن الثاني عشر بعد سنة 1152هـ التي نزلت فيه، ثم فيما بعد انتقل إليهم من جدتهم هيا بنت عبد الرحمن آل مديميغ في بداية القرن الرابع عشر الهجري، وهو من مساجد النخيل الصغيرة، وبعد الستينات الهجرية كان المسجد يمتلئ بكثرة المصلين لقربه من قصر الضيافة المعروف بقصر ثليم، وقد بُني هذا المسجد بالبناء الحجري، ويقع في الجهة الشمالية من مقبرة شارع الوزير.

## وصلات خارجية
- قصر ثليم (المنسي) أرض الضيافة ومكان توزيع الشرهات في الرياض.
- «قصر ثليم».. «مضِيف البسطاء» وتوزيع «الشرهات».
- قصر ثليم.